# NGC 7000
NGC 7000 és una nebulosa d'emissió en la constel·lació del Cigne, situada prop de Deneb (α Cygni), que també rep el nom de nebulosa Amèrica del Nord. La regió central fosca es denomina El Golf de Mèxic, ja que en algunes plaques astronòmiques de fa molts anys s'assemblava a aquesta regió de la Terra.
NGC 7000 és una nebulosa gran que cobreix una àrea equivalent a la lluna plena, però la seva baixa lluentor superficial fa que normalment no sigui visible ull nu (no obstant això, en una nit fosca i amb ajuda d'un filtre UHC pot veure's sense ajuda òptica). NGC 7000 i la propera nebulosa del Pelicà (IC 5070) formen part del mateix núvol interestel·lar d'hidrogen ionitzat (regió HII). L'àrea fosca del centre és una regió molt densa de material interestel·lar que es troba davant de la nebulosa i que absorbeix la llum de la mateixa, donant al conjunt la seva forma característica.
No es coneix amb precisió la distància que ens separa de NGC 7000, ni l'estel responsable de la ionització de l'hidrogen que produeix l'emissió de llum. Si, com algunes fonts assenyalen, Deneb és l'estel que il·lumina la nebulosa, la distància de NGC 7000 a la Terra seria de l'ordre de 1800 anys llum.